# Ignaz Malzat
Ignaz Malzat, né le 4 mars 1757 à Vienne et mort le 20 mars 1804 à Passau, est un compositeur et hautboïste autrichien de la période classique, principalement actif à Salzbourg, Bolzano et Passau.

## Biographie
Ignaz Malzat naît le 4 mars 1757 à Vienne, fils du musicien et compositeur bohème Josef Malzat (1723–1760) qui était violoniste au Burgtheater et à la cathédrale Saint-Étienne de Vienne, et qui procura leur première formation à ses deux fils Johann Michael et Ignaz,,,,,. 
En 1774, Ignaz Malzat obtient un emploi de hautboïste dans l'orchestre de la cour à Salzbourg, où il est l'élève de Michael Haydn,.
Il quitte ensuite Salzbourg et voyage en France, en Italie et en Suisse. 
De 1778 à 1788, il est hautboïste dans la chorale paroissiale de Bolzano dans le Sud-Tyrol et, de 1788 à 1803, hautboïste principal à la cour du prince-évêque Joseph Franz Anton de Passau en Bavière,.
Ignaz Malzat meurt le 20 mars 1804 à Passau,,,.
Son frère Johann Michael Malzat (1749–1787) était compositeur et violoncelliste.

## Œuvre
- Concerto pour hautbois, basson et orchestre en do majeur[7]
- Concerto pour violoncelle et orchestre en mi bémol majeur[7]
- Quatuor pour basson, violon, alto et violoncelle en si bémol[7]
- Quatuor pour basson, violon, alto et violoncelle en fa majeur[7]